# Andreas Koopmann
Andreas Niklaus Koopmann (* Juni 1951) ist ein Schweizer Manager, Verwaltungsratspräsident der Georg Fischer AG und Vize-Präsident des Verwaltungsrats des Schweizer Ingenieurunternehmens CSD Group.

## Biografie

### Ausbildung
Koopmann hält seit 1976 ein Diplom als Maschineningenieur der Eidgenössischen Technischen Hochschule Zürich in der Schweiz. 1978 erlangte er einen MBA-Abschluss des International Institute for Management Development, einer privaten Wirtschaftshochschule in Lausanne in der Schweiz.

### Werdegang
Bis 1982 hatte er verschiedene Positionen bei der Bruno Piatti AG und Motor Columbus AG.
Im Jahr 1982 kam Koopmann zur Bobst Group SA in Lausanne. Bis 1989 war er Vizepräsident für Technik und Produktion der Bobst Group in Roseland (USA). Bis 1991 hatte er Führungspositionen in den Bereichen Technik und Produktion inne. 1991 bis 1994 war er Mitglied des Group Executive Committee sowie Leiter der Produktion. Danach diente er zwei Jahre als Executive Vice President. Im Jahr 1995 wurde er zum CEO der Gruppe ernannt und führte dieses Amt bis 2009 aus. Von 1998 bis 2002 war er auch Mitglied des Verwaltungsrats.
Von 2003 bis 2018 war er Verwaltungsrat von Nestlé, ab 2005 bis zu seinem Ausscheiden amtete er als Vizepräsident. Von 2009 bis 2019 war er Mitglied des Verwaltungsrats der Credit Suisse Group AG und Credit Suisse AG. Bis 2018 war er Mitglied des Risk Committee und seit 2013 Mitglied des Vergütungsausschusses. Von 2015 bis 2017 war er auch Mitglied des Verwaltungsrats der Credit Suisse (Schweiz) AG, einer Schweizer Tochtergesellschaft der Bank.
Als Verwaltungsratspräsident der Georg Fischer AG und als Mitglied des Vergütungsausschusses bei Nestlé und bei der Credit Suisse wurde Koopmann mehrfach für die Bewilligung von außergewöhnlich hohen Vergütungen sowie ungewohnt hohen Antrittszahlungen für Mark Schneider und Tidjane Thiam kritisiert.

## Sonstige Aktivitäten und Funktionen
Koopmann ist Verwaltungsratspräsident der Sonceboz SA, Stiftungsratsmitglied des Swiss Board Institute, Vorstandsmitglied von Economiesuisse, Mitglied des strategischen Beirats der École polytechnique fédérale de Lausanne sowie Stiftungsratsmitglied der Stiftung EPFL+. Von Februar 2010 bis März 2012 war er Verwaltungsratspräsident der Alstom (Schweiz) AG.